# Maison Hellinckx
 (août 2025).
La maison Hellinckx est un édifice de style Art nouveau géométrique situé à Ganshoren, une commune de Bruxelles en Belgique.

## Localisation
La maison Hellinckx se dresse au numéro 110 de l'avenue Broustin, une artère dont le début est situé sur le territoire de la commune de Ganshoren pour continuer sur celui de Jette, dans la banlieue nord de Bruxelles.
Elle est située tout près de la basilique de Koekelberg, qui est à cheval sur le territoire de Ganshoren et de Koekelberg.

Panneaux de céramiques à décor de fleurs stylisées
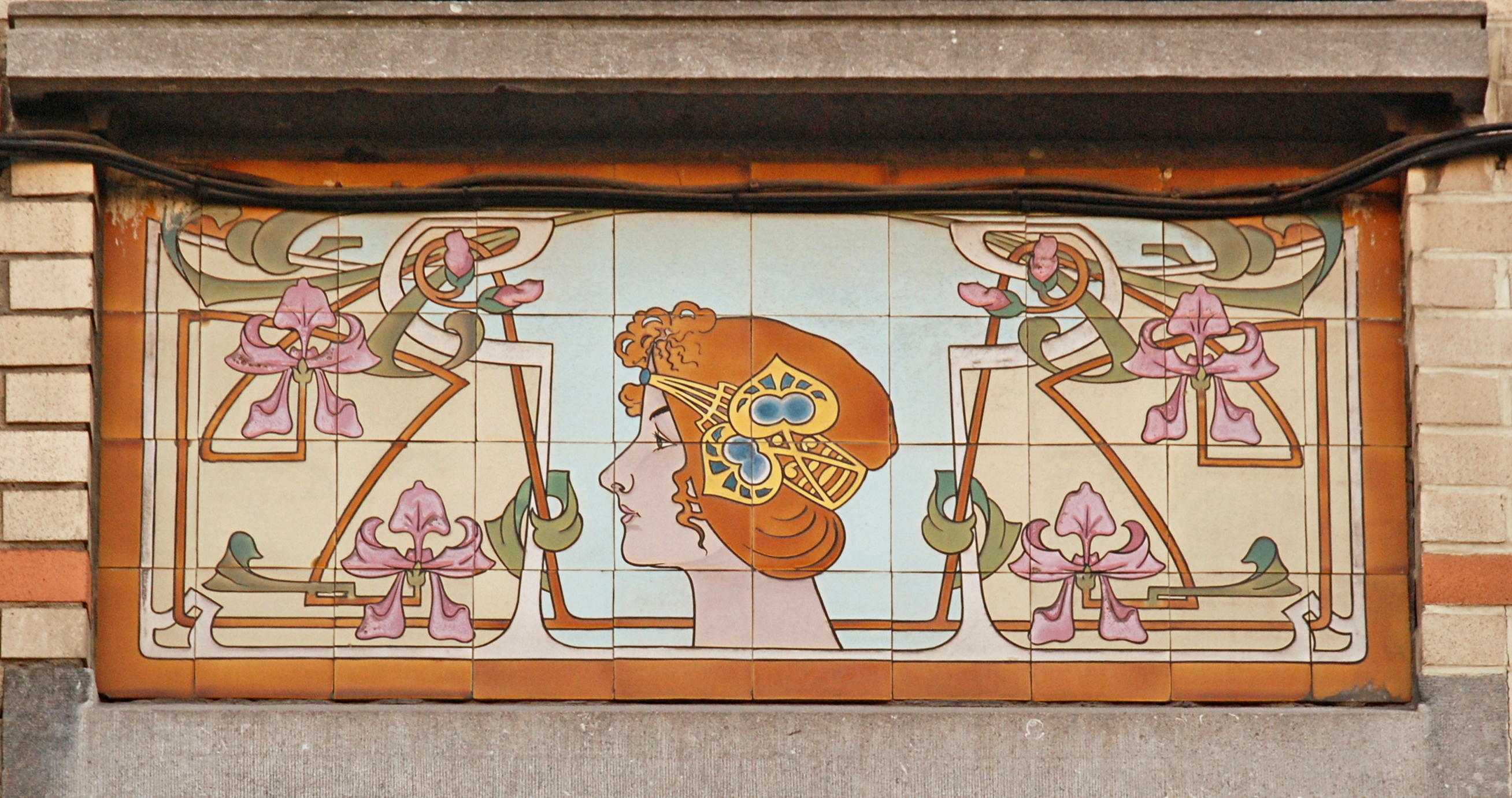
Tête de femme.
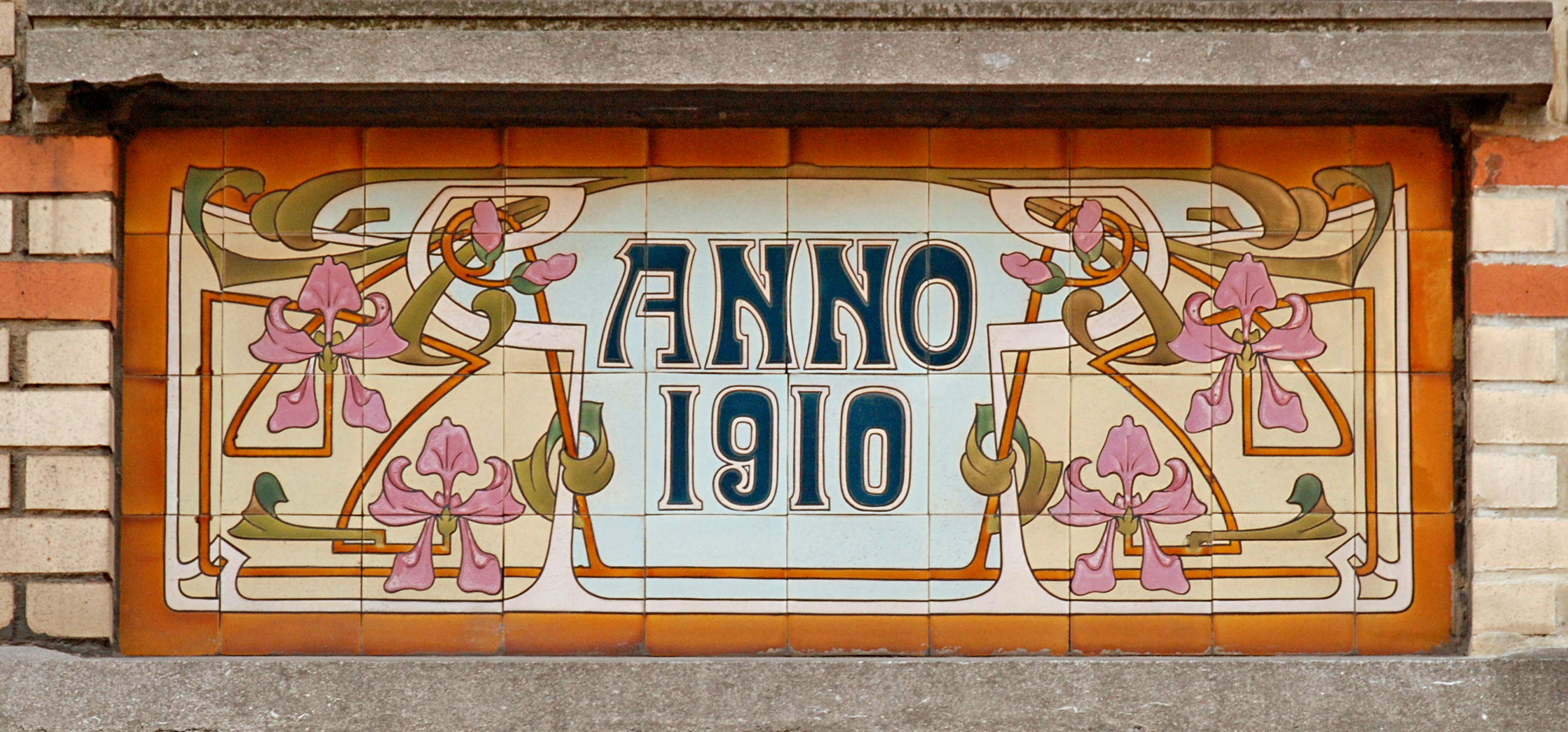
Millésime « Anno 1910 ».

## Historique
La maison a été construite en 1910 pour Alphonse Hellinckx qui devint ultérieurement bourgmestre de la commune de Ganshoren, de 1927 à 1936.
La maison n'a été altérée par aucune intervention et a fait l'objet d'un classement comme monument historique depuis le 28 juin 2001 sous la référence 2083-0009/0 à la demande de ses propriétaires d'alors, l'éditeur Alain Van Kerckhoven et la pianiste Mireille Gleizes.

## Architecture
Le bâtiment présente une façade dont l'architecture est de style Art nouveau géométrique et la décoration de style Art nouveau floral.
La façade polychrome, édifiée en briques vernissées de couleur blanche et orange et en pierre bleue (petit granit), présente deux travées asymétriques comptant trois niveaux sur la travée de gauche et quatre sur la travée de droite.
La travée de droite intègre la porte d'entrée et un oriel. La porte en bois vernis, particulièrement soignée,  est percée de vitraux au profil arrondi vers le bas de couleur orange et verte, protégés par des fers forgés de tendance Art nouveau floral. Elle est surmontée d'un linteau métallique à rosette et d'un auvent en pierre bleue qui supporte un oriel de plan rectangulaire percé de fenêtres tripartites et orné au niveau des allèges de panneaux de faïence signés par l'artiste céramiste Guillaume Janssens, qui avait ses ateliers non loin, à Berchem-Sainte-Agathe.
Comme la porte d'entrée, les panneaux de céramique sont de style Art nouveau floral. Les deux panneaux présentent le même décor de clématites stylisées entourant, sur le panneau du bas, le millésime « Anno 1910 » et, sur le panneau du haut, une tête de femme à la coiffure sophistiquée.
La tête de femme entourée de fleurs stylisées est un des motifs de prédilection de Guillaume Janssens que l'on retrouve en de nombreux endroits à Bruxelles comme aux numéros 5 et 169 de l'avenue Jean Dubrucq et au numéro 102 de la rue de l'Escaut à Molenbeek-Saint-Jean. Cette tête de femme que la brochure « Molenbeek-Saint-Jean à la carte » surnomme « Madame Janssens » a toujours le même visage et la même coiffe, même si le décor floral et végétal varie.
La composition de la travée de gauche est dominée par une grande fenêtre en forme d'arc outrepassé (fer à cheval), caractéristique du style Art nouveau géométrique, dont un excellent exemple est fourni par la maison Nelissen à Forest. Ce grand arc outrepassé, qui intègre la porte-terrasse du salon précédée d'un petit balcon avec balustrade en fer forgé, est entouré d'un cercle de briques blanches et orange disposées comme des claveaux. Cet arc est interrompu en quatre points par des claveaux de pierre bleue d'où partent des bandes horizontales faites soit de pierre bleue, soit de briques blanches et orange.
La travée de gauche se termine par une porte-terrasse surmontée d'un arc en anse de panier dont les sommiers (claveaux de la base de l'arc) et la clé d'arc en pierre bleue contrastent avec les claveaux de briques de couleur alternée.

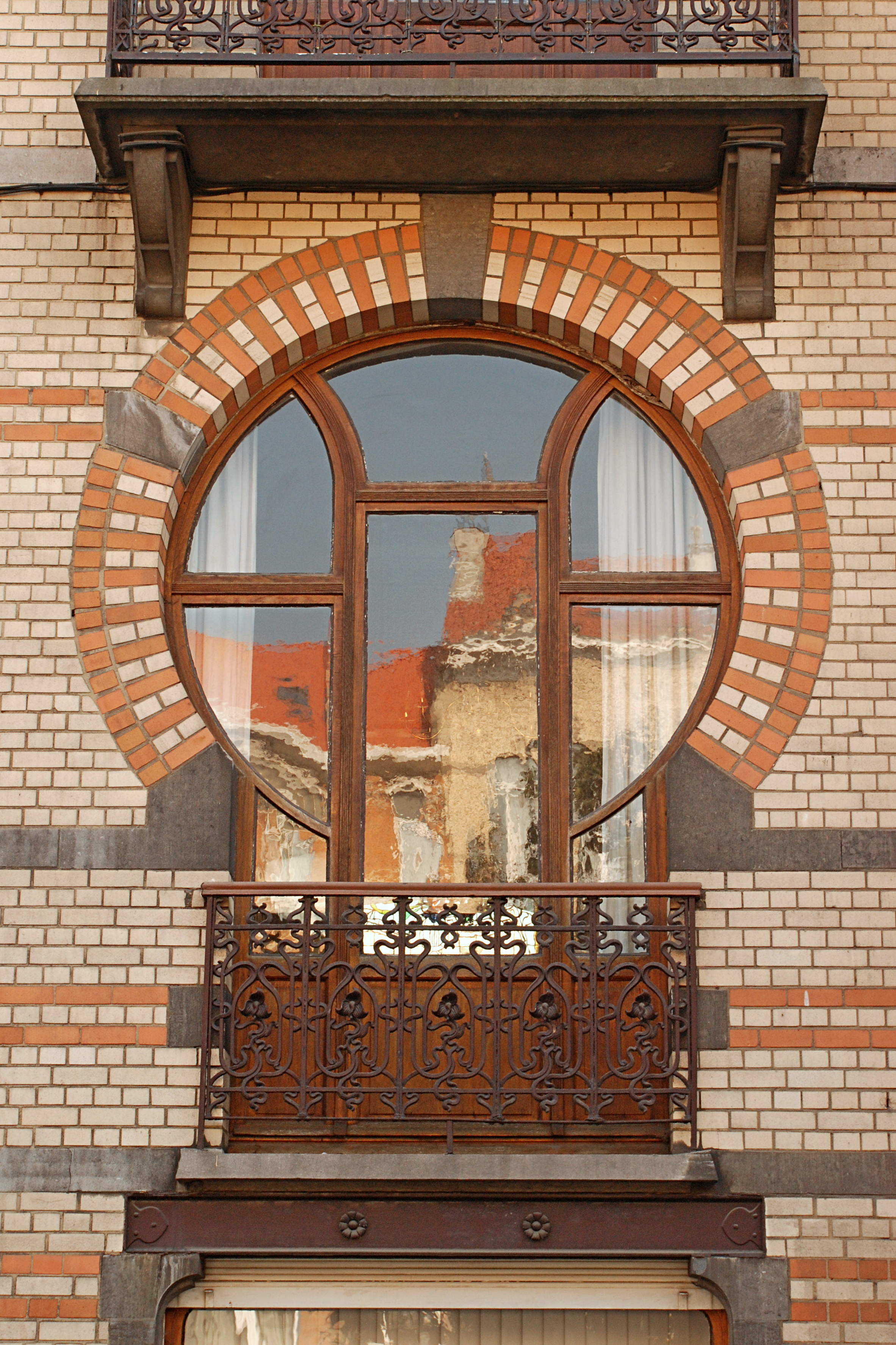
Fenêtre en fer à cheval.
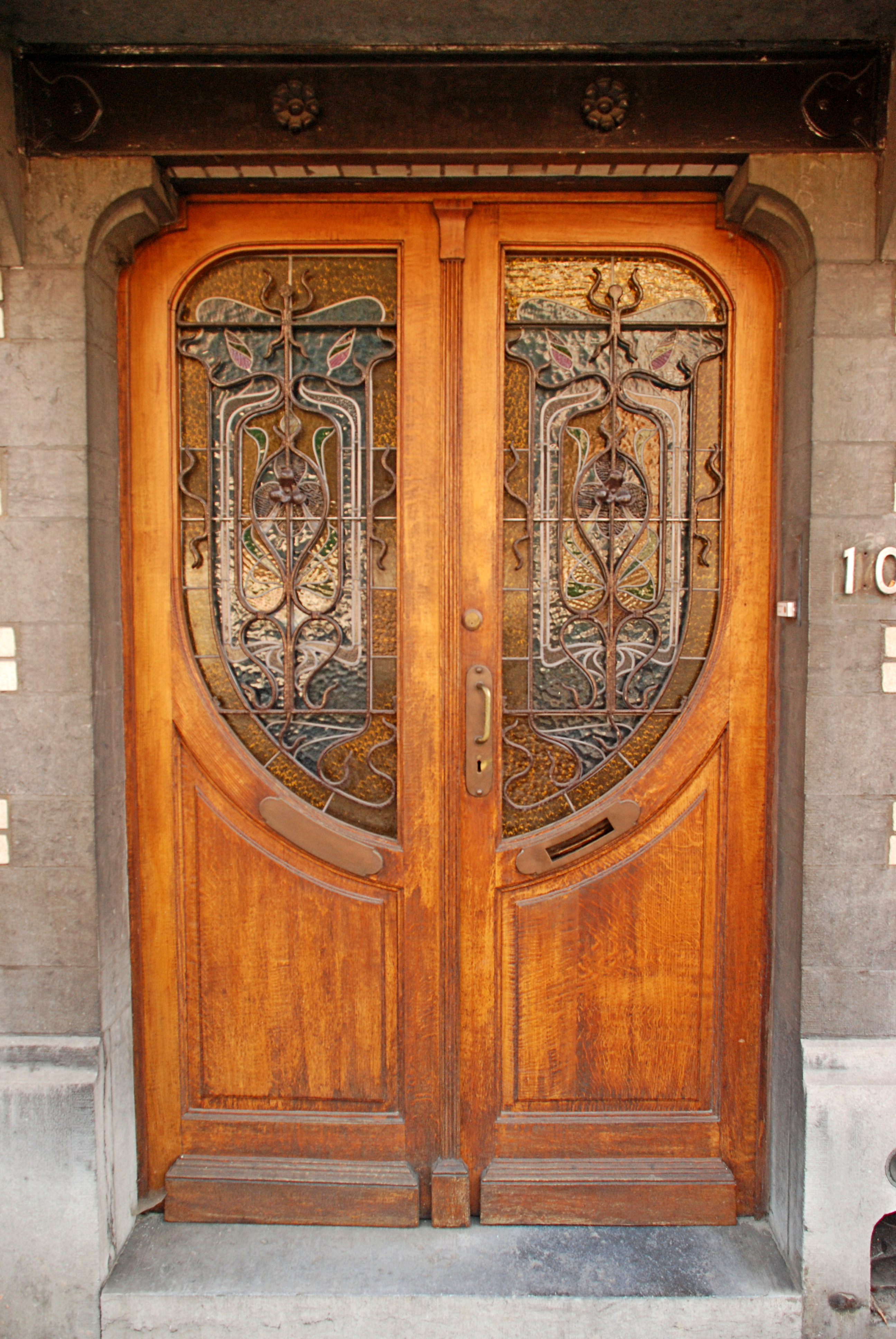
Porte d'entrée.
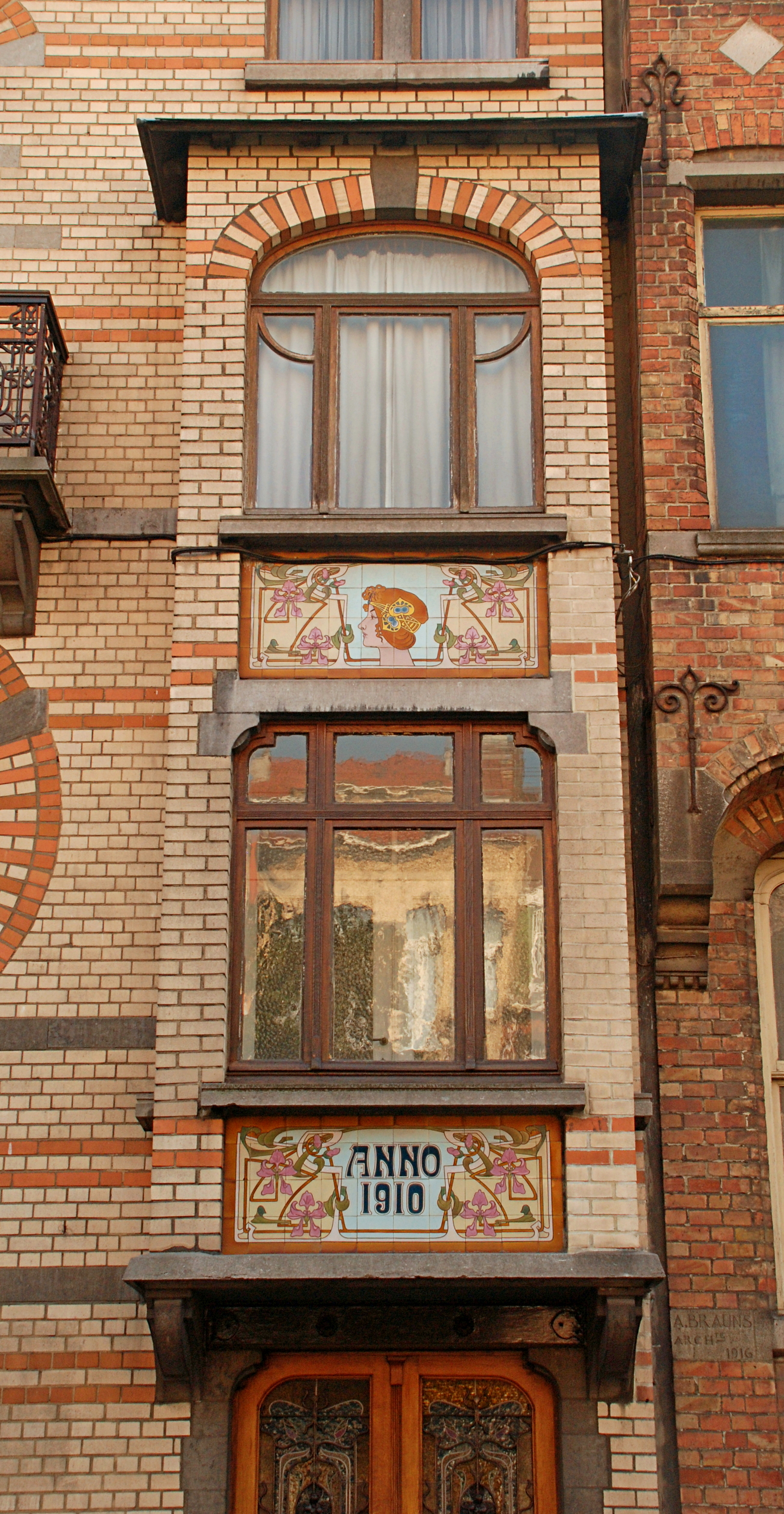
Oriel.